# Glaciar del Ródano
El glaciar del Ródano (en alemán: Rhonegletscher; en francés: glacier du Rhône) es un glaciar en los Alpes suizos y la fuente del río Ródano y uno de los principales contribuyentes al lago Lemán en el extremo oriental del cantón suizo del Valais. Debido a que el glaciar se encuentra cerca de la carretera del Puerto de Furka es fácilmente accesible.

## Geografía
El glaciar del Ródano es el más grande de los Alpes uraneses. Queda en el lado meridional de la cordillera en la fuente del Ródano. El Undri Triftlimi (3.081 m) la conecta con el glaciar de Trift. El glaciar se encuentra en la parte más septentrional del cantón de Valais, entre el Paso de Grimsel y el Puerto de Furka y es parte del municipio de Oberwald. El Dammastock (3.630 m) es la cumbre más alta por encima del glaciar.

## Evolución

Evolución del glaciar del Ródano.
Eje vertical: diferencia de longitud en metros
Eje horizontal: años
En verde grueso: diferencia de longitud acumulada comenzando en 1879
En rojo fino: crecimiento durante un año

El glaciar del Ródano es fácilmente accesible, de manera que su evolución se observa desde el siglo XIX. El glaciar perdió mil trescientos metros durante los últimos ciento veinte años, dejando una marca detrás de la piedra desnuda.

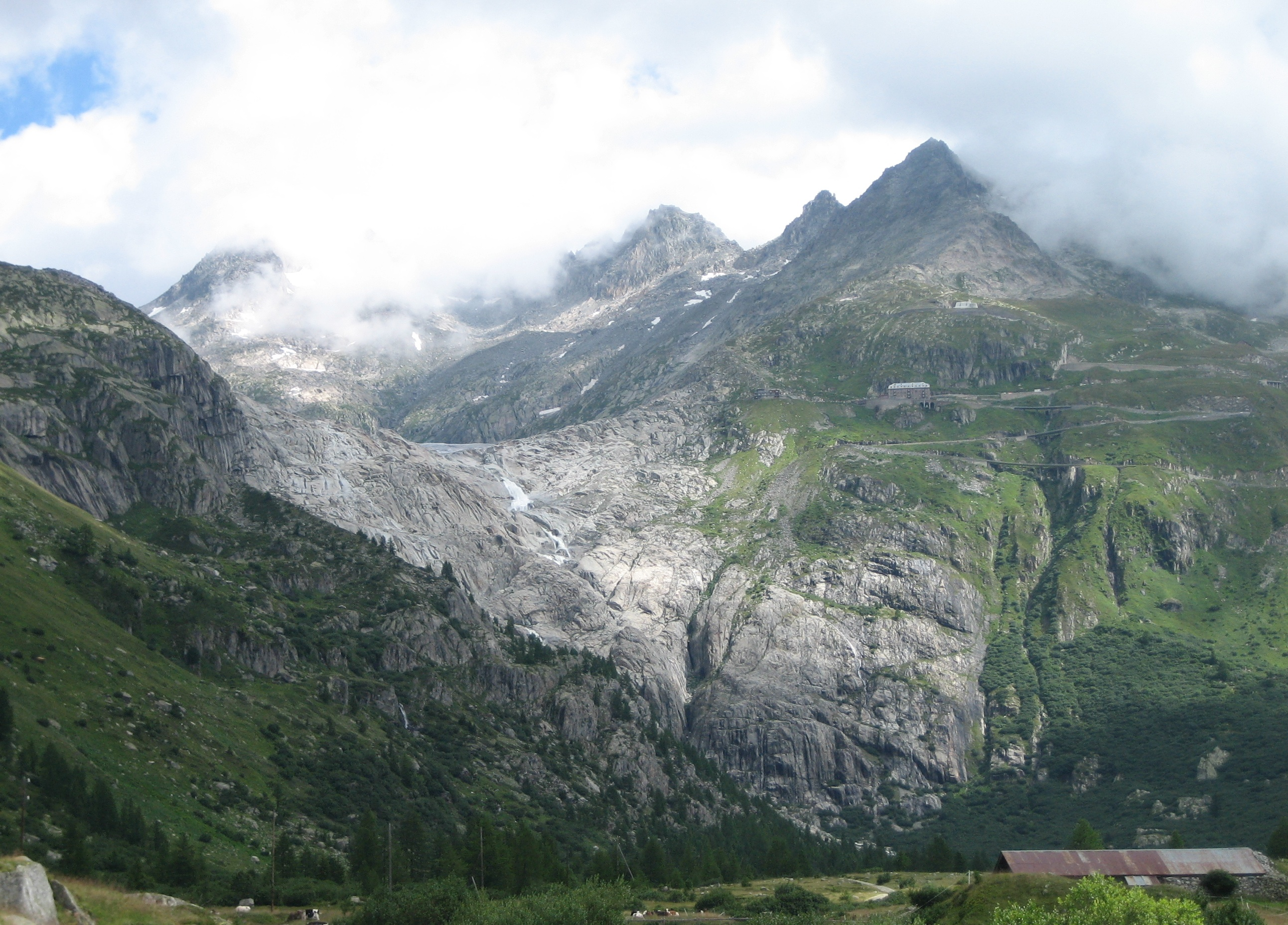
2008
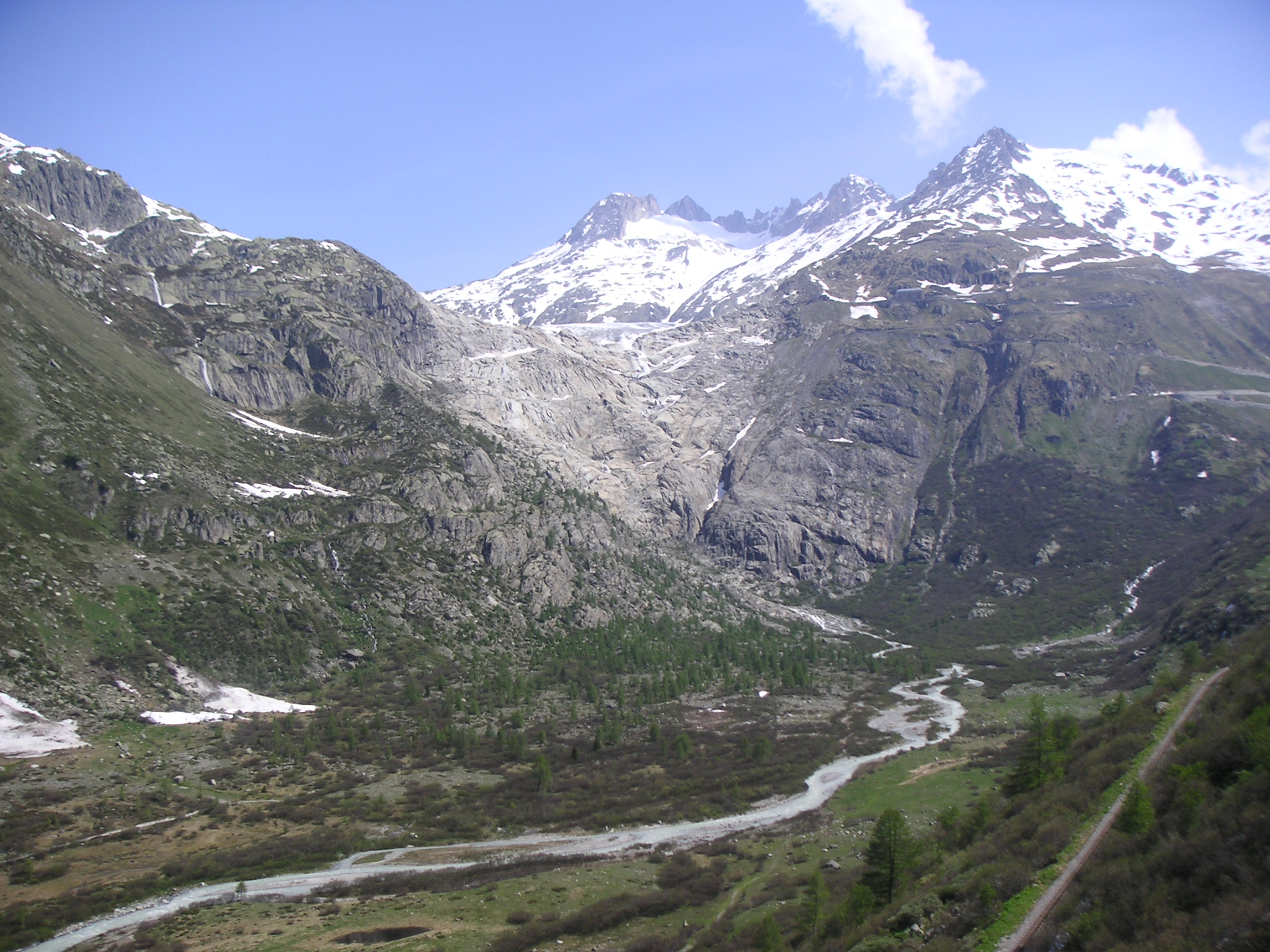
2005
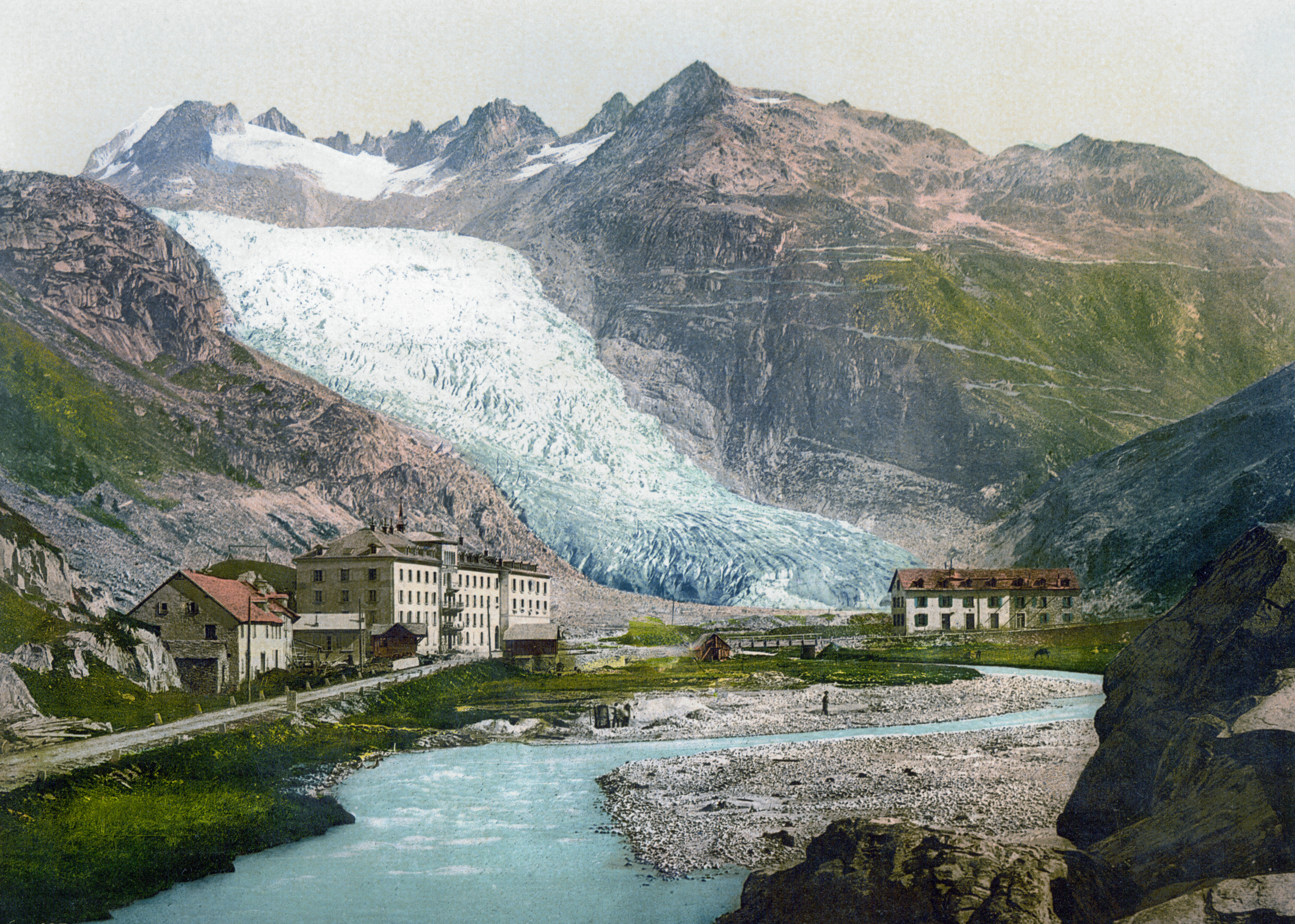
1900
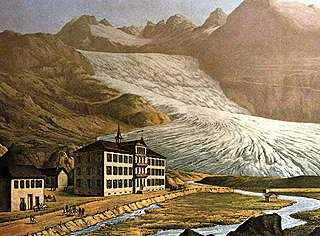
1870